# Muldenhammer
Muldenhammer ist eine Gemeinde im sächsischen Vogtlandkreis. Sie entstand am 1. Oktober 2009 durch Fusion der bis dahin selbständigen Gemeinden Tannenbergsthal, Morgenröthe-Rautenkranz und Hammerbrücke und zählt rund 3000 Einwohner. Hauptort ist nicht die gleichnamige Siedlung Muldenhammer, sondern Tannenbergsthal.

## Geographie

### Lage
Das Gebiet der Gemeinde Muldenhammer erstreckt sich im Bereich des oberen Verlaufs der Zwickauer Mulde sowie der Kleinen Pyra und Großen Pyra. Weite Flächen der Gemeinde sind von Wald bedeckt, darunter der Auerbacher Wald. Das Relief ist im Westteil des Gemeindegebietes von geringen Erhebungen und flachwelligen Senken geprägt. Im Osten dagegen schneiden die Täler zunehmend tiefer ein, so bei Tannenbergsthal und um Morgenröthe-Rautenkranz. Hier vollzieht sich der Übergang vom Vogtland zum Westerzgebirge.
Das System der Verkehrsstraßen ist im westlichen Gemeindegebiet gut entwickelt. In den vom Gebirge betroffenen Regionen ziehen sich die befestigten Straßen hauptsächlich in den großen Tälern entlang. Eine aktive Eisenbahnverbindung gibt es nur noch in der Nachbargemeinde Muldenberg. Ursprünglich verkehrten hier Züge auf der Bahnstrecke Chemnitz–Adorf. Seit 1975 ist dieser Streckenbereich stillgelegt.
Die Region besitzt ein beachtliches Wasserrückhaltevermögen und ist deshalb für die Trinkwassergewinnung von Bedeutung. Der Untere Floßgraben, der vom Ausgleichsbecken vor der Talsperre Muldenberg abzweigt, überquert das Gemeindegebiet im Westen und ist bis zum ehemaligen Sägewerk Leonhardt in Ortsteil Hammerbrücke noch wasserführend. Es gibt neben den ausgedehnten Waldungen zahlreiche Moorwiesen und einige ehemalige Torfstiche.

### Nachbargemeinden
| Stadt Falkenstein im Vogtlandkreis | Stadt Auerbach im Vogtlandkreis                                  | Gemeinde Schönheide im Erzgebirgskreis |
| Gemeinde Grünbach im Vogtlandkreis | Kompassrose, die auf Nachbargemeinden zeigt                      | Stadt Eibenstock im Erzgebirgskreis    |
| Stadt Klingenthal im Vogtlandkreis | Gemeinde Schwaderbach und Gemeinde Silberbach im Bezirk Falkenau | Stadt Frühbuß im Bezirk Falkenau       |

### Verwaltungsgliederung
Die Gemeinde Muldenhammer ist eine Einheitsgemeinde und besteht aus folgenden Ortsteilen:
- Tannenbergsthal (Hauptort) mit Jägersgrün, Gottesberg, Pechseifen, Schneckenstein
- Hammerbrücke mit Friedrichsgrün
- Morgenröthe-Rautenkranz mit Zeughaus, Sachsengrund und der Siedlung Muldenhammer

## Geschichte

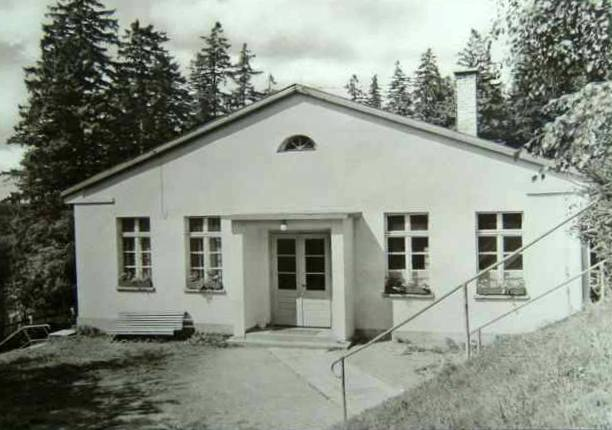
Pionierferienlager „Hanno Günther“ in Gottesberg

Durch Gemeinderatsbeschlüsse in den drei Gemeinden, die bereits seit 1994 den gemeinsamen Verwaltungsverband Waldgebiet Vogtland bildeten, wurde im November 2008 die Bildung einer Einheitsgemeinde legitimiert. Eine Arbeitsgruppe mit Vertretern aller drei Gemeinden entschied sich im Januar 2009 für den Namen Muldenhammer, um an die frühere Eisenverarbeitung in Hammerwerken zu erinnern. Ein Muldenhammer gehörte als Hammerwerk an der Zwickauer Mulde zum churfürstlich-sächsisch privilegierten Messingwerk Niederauerbach. Es stand in Rautenkranz und stellte 1834 den Betrieb ein. Später wurde es verpachtet.
Im Wappenentwurf sind Elemente aller drei Orte enthalten: Hammer und Schlägel repräsentieren Hammerbrücke, Frischhaken und aufgehende Sonne Morgenröthe-Rautenkranz und die Tannen Tannenbergsthal. Als vereinendes Element ist zusätzlich der Wasserlauf der Mulde. Der Vertrag über die Bildung der Einheitsgemeinde wurde am 28. Mai 2009 im Tannenbergsthaler Herrenhaus, das als Sitz der Gemeindeverwaltung vorgesehen ist, unterzeichnet. Dieser trat zum 1. Oktober in Kraft. Am 1. Oktober 2019 wurde die Gemeinde Muldenhammer 10 Jahre alt.
Zu DDR-Zeiten unterhielt der VEB Maxhütte Unterwellenborn im Ortsteil Gottesberg das Pionierlager „Hanno Günther“ für die Kinder seiner Betriebsangehörigen.

## Politik

### Gemeinderat
Nach der Gemeinderatswahl vom 9. Juni 2024 führte das Ergebnis zu folgender Sitzverteilung im Gemeinderat:

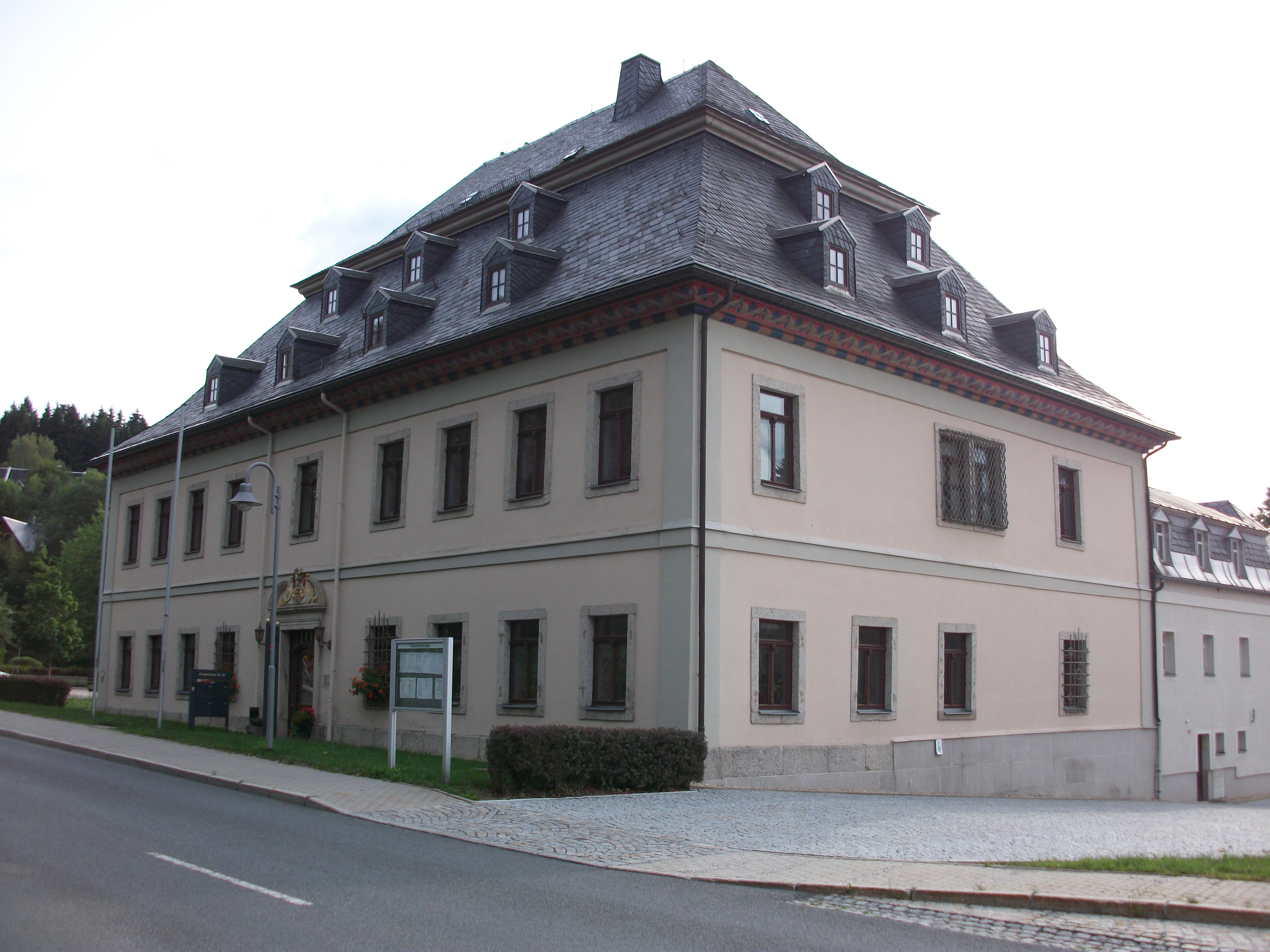
Hammerherrenhaus Tannenbergsthal (Rathaus der Gemeinde Muldenhammer)

- FWM: 7
- WV M: 1
- VfM: 2
- CDU: 2
- AfD: 2

| Wahlvorschlag              | 2024   | 2024   | 2019   | 2019   | 2014   | 2014   |
| Wahlvorschlag              | Sitze  | in %   | Sitze  | in %   | Sitze  | in %   |
| -------------------------- | ------ | ------ | ------ | ------ | ------ | ------ |
| Freie Wähler Muldenhammer  | 7      | 43,7   | 9      | 55,3   | 6      | 44,7   |
| CDU                        | 2      | 16,8   | 2      | 11,6   | 4      | 27,0   |
| Vereint für Muldenhammer   | 2      | 16,6   | –      | –      | –      | –      |
| AfD                        | 2      | 16,1   | 1      | 9,4    | –      | –      |
| Wählervereinigung Meinhold | 1      | 4,3    | –      | –      | –      | –      |
| Rosenbaum                  | –      | 2,1    | –      | –      | –      | –      |
| Linke                      | –      | –      | 2      | 13,7   | 2      | 15,4   |
| FDP                        | –      | –      | –      | 4,3    | –      | –      |
| Pöhland                    | –      | –      | –      | 3,6    | –      | –      |
| Jähn                       | –      | –      | –      | 2,1    | –      | –      |
| WV „RP“                    | –      | –      | –      | –      | 1      | 12,9   |
| Wahlbeteiligung            | 71,9 % | 71,9 % | 64,5 % | 64,5 % | 55,9 % | 55,9 % |

### Bürgermeister
Zum Amtsverweser der Gemeinde wurde der bisherige Bürgermeister von Morgenröthe-Rautenkranz, Konrad Stahl, bestellt. Bei der Wahl zum Bürgermeister konnte sich Jürgen Mann am 21. Februar 2010 mit 50,2 % der Stimmen gegen Stahl (49,8 %) durchsetzen.
Am 5. Februar 2017 wurde Jürgen Mann als Bürgermeister bestätigt.
Wahlergebnis:
Mann, Jürgen (FWM) 61,4 %;
Standke, René (AfD) 8,8 %;
Schädlich, Wolfgang (Schädlich) 29,8 % 
Bei der Bürgermeisterwahl 2024 wurde Einzelbewerber Wolfgang Schädlich mit 56,8 % gegen Mitbewerber Philipp Sandner (CDU, 43,2 %) gewählt. Mann trat nicht mehr an.
| Wahl                                                                       | Bürgermeister      | Vorschlag | Wahlergebnis (in %) |
| -------------------------------------------------------------------------- | ------------------ | --------- | ------------------- |
| 2024                                                                       | Wolfgang Schädlich | Schädlich | 56,8                |
| 2017                                                                       | Jürgen Mann        | FWM       | 61,4                |
| 2010                                                                       | Jürgen Mann        | FWH       | 50,2                |
| Neugründung (siehe Morgenröthe-Rautenkranz, Tannenbergsthal, Hammerbrücke) |                    |           |                     |

### JugendinitiativeJugend für Muldenhammer
Im September 2019 machte der Gemeinderat in Muldenhammer den Weg zur Gründung der Jugendinitiative Jugend für Muldenhammer frei, die das Ziel einer Teilhabe von Kindern und Jugendlichen an der Kommunalpolitik hat, was Paragraph 47a der Sächsischen Gemeindeordnung entspricht, wonach die Gemeinden in Sachsen Kindern und Jugendlichen Möglichkeiten geben sollen, bei sie berührenden Vorhaben der Gemeinde beteiligt zu werden.

### Wappen
| Wappen von Muldenhammer | Blasonierung: „In Silber eine durchgehende, einbogige, schwarz gefugte rote Steinbrücke, daraus wachsend zwei in den Außenrand verschwindende grüne Tannen, dazwischen in Silber umgeben von ovalem grünen Rautenkranz gekreuzt ein schwarzer Frischhaken, Hammer und Schlägel über einer aufgehenden roten Sonne mit abwechselnd geraden und geflammten Strahlen, unten drei schwarze Wellen.“ |
| Wappen von Muldenhammer | Wappenbegründung: Das Wappen wurde 2009 vom Magdeburger Kommunalheraldiker Jörg Mantzsch gestaltet. |

Wappen der Ortsteile
Hammerbrücke
Morgenröthe-Rautenkranz
Tannenbergsthal

### Gemeindepartnerschaften
Die ehemaligen Gemeinden, die heute gemeinsam die Gemeinde Muldenhammer bilden, haben mit folgenden Gemeinden Partnerschaften geknüpft:
- Tannenbergsthal mit der Gemeinde  Empfingen
- Morgenröthe-Rautenkranz mit der Stadt  Alpirsbach
- Hammerbrücke mit der Gemeinde  Loßburg, mit der ungarischen Gemeinde  Harta (dt. Harthau) und der mittelfranzösischen Gemeinde  Anse.

Alle deutschen Partnergemeinden liegen im württembergischen Landkreis Freudenstadt.

## Öffentlicher Nahverkehr
Durch Muldenhammer führt die Bahnstrecke Chemnitz–Adorf. Diese Strecke ist jedoch unterbrochen, die Bahnhöfe in Hammerbrücke, Tannenbergsthal und Rautenkranz sind seit 1982 ohne Reiseverkehr. Der Abschnitt Schönheide Ost – Muldenberg ist heute in Besitz des Förderverein Historische Westsächsische Eisenbahnen.
Die Gemeinde Muldenhammer wird im vertakteten ÖPNV des Verkehrsverbunds Vogtland von folgenden Buslinien der Plauener Omnibusbetrieb GmbH bedient:
Stand: 13. Februar 2022
| Linie | Endpunkte                  | Verlauf                                                  | Klassifizierung |
| ----- | -------------------------- | -------------------------------------------------------- | --------------- |
| 20+   | Rodewisch ↔ Klingenthal    | Auerbach – Beerheide – Tannenbergsthal                   | PlusBus         |
| 22    | Sachsengrund ↔ Schöneck    | Morgenröthe-Rautenkranz – Tannenbergsthal – Hammerbrücke | TaktBus         |
| 23    | Schneckenstein ↔ Dorfstadt | Tannenbergsthal – Hammerbrücke – Grünbach – Falkenstein  | TaktBus         |

## Sehenswürdigkeiten

### Museen und technische Denkmale

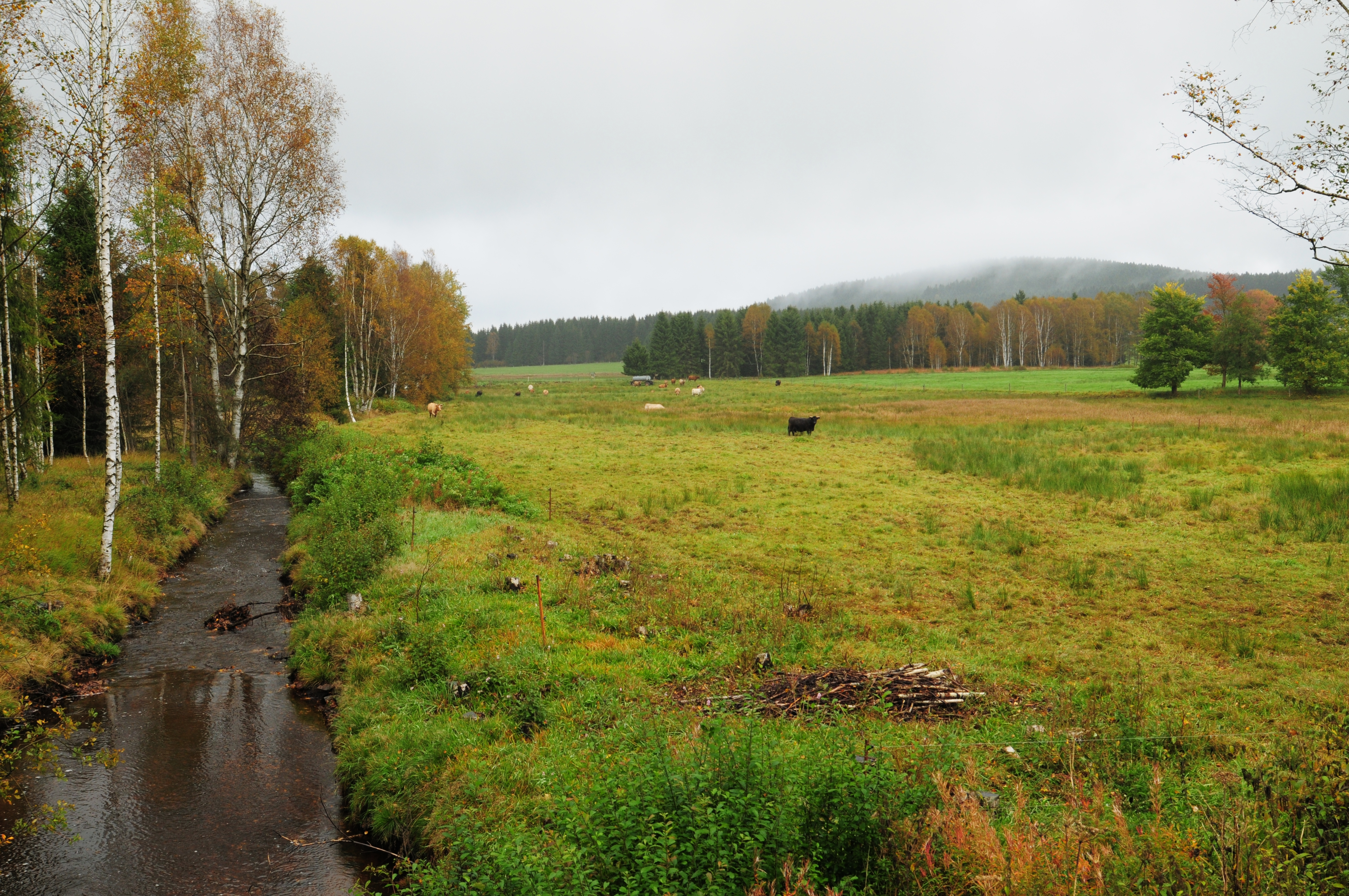
NSG Muldenwiesen mit dem Lauf der Zwickauer Mulde

- Deutsche Raumfahrtausstellung in Morgenröthe-Rautenkranz
- Heimatstube Morgenröthe-Rautenkranz
- historischer Hochofen Pollersberg in Morgenröthe
- Besucherbergwerk Grube Tannenberg
- Vogtländisch-Böhmische Mineralienzentrum Schneckenstein
- Herrenhaus in Tannenbergsthal

### Naturdenkmale
- Schneckenstein mit dem bekannten Topasvorkommen
- Moorlehrpfad in den Naturschutzgebieten Am alten Floßgraben und Muldenwiesen[13]
- Naturlehrpfad Lehmgrubenweg[14]
- Radiumquelle am Thierberg
- Siehe auch: Liste der Naturdenkmale in Muldenhammer

## Persönlichkeiten
- Heinrich Ludwig Lattermann (1776–1839), Hammerherr und Politiker
- Hermann Lattermann (1809–1867), Hammerherr und Politiker
- Carl Friedrich Zimmermann (1817–1898), Erfinder der deutschen Konzertina
- Victor Fernbacher (1832–1906), evangelisch-lutherischer Pfarrer und Autor
- Louis Riedel (1847–1919), Mundartdichter, war Lehrer in Gottesberg
- Alwin Gerisch (1857–1922), Vorsitzender der SPD und Weggefährte von August Bebel
- Edmund Meinel von Tannenberg (1864–1943), Fabrikant und späterer Mitinhaber der Firma Edmund Keffel in Tannenbergsthal
- Gottfried Lattermann (1879–1950), Hammerherr und Mundartdichter
- Kurt Steiniger (1883–1968), Bauunternehmer und Politiker (SPD)
- Hans Poser (1917–1970), der in Anlehnung an seinen Geburtsort auch unter dem Pseudonym Wolfgang Tannenberg arbeitete, war Komponist und Professor an der Hamburger Staatlichen Hochschule für Musik

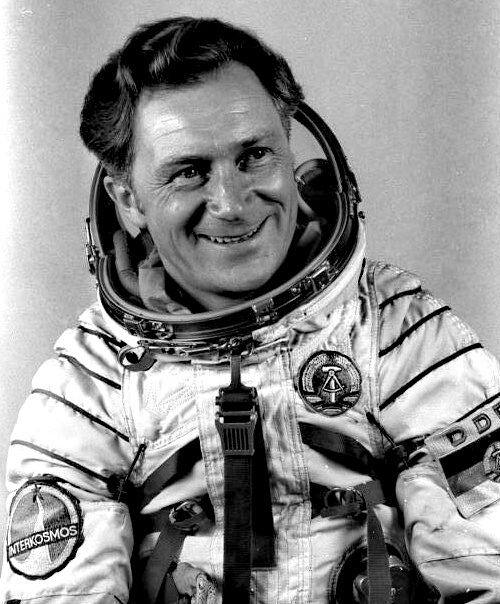
Sigmund Jähn (1978)

- Sigmund Jähn (1937–2019), Jagdflieger, Kosmonaut und Generalmajor der NVA der DDR. Er war 1978 der erste deutsche Raumfahrer.
- Gerd Heßler (* 1948), ehemaliger Skilangläufer
- Andrea Roth (* 1953), Landtagsabgeordnete, Kreisrätin und Politikerin
- Mark Schlott (* 1985), Nordischer Kombinierer